# Bertie in wilder Erwartung

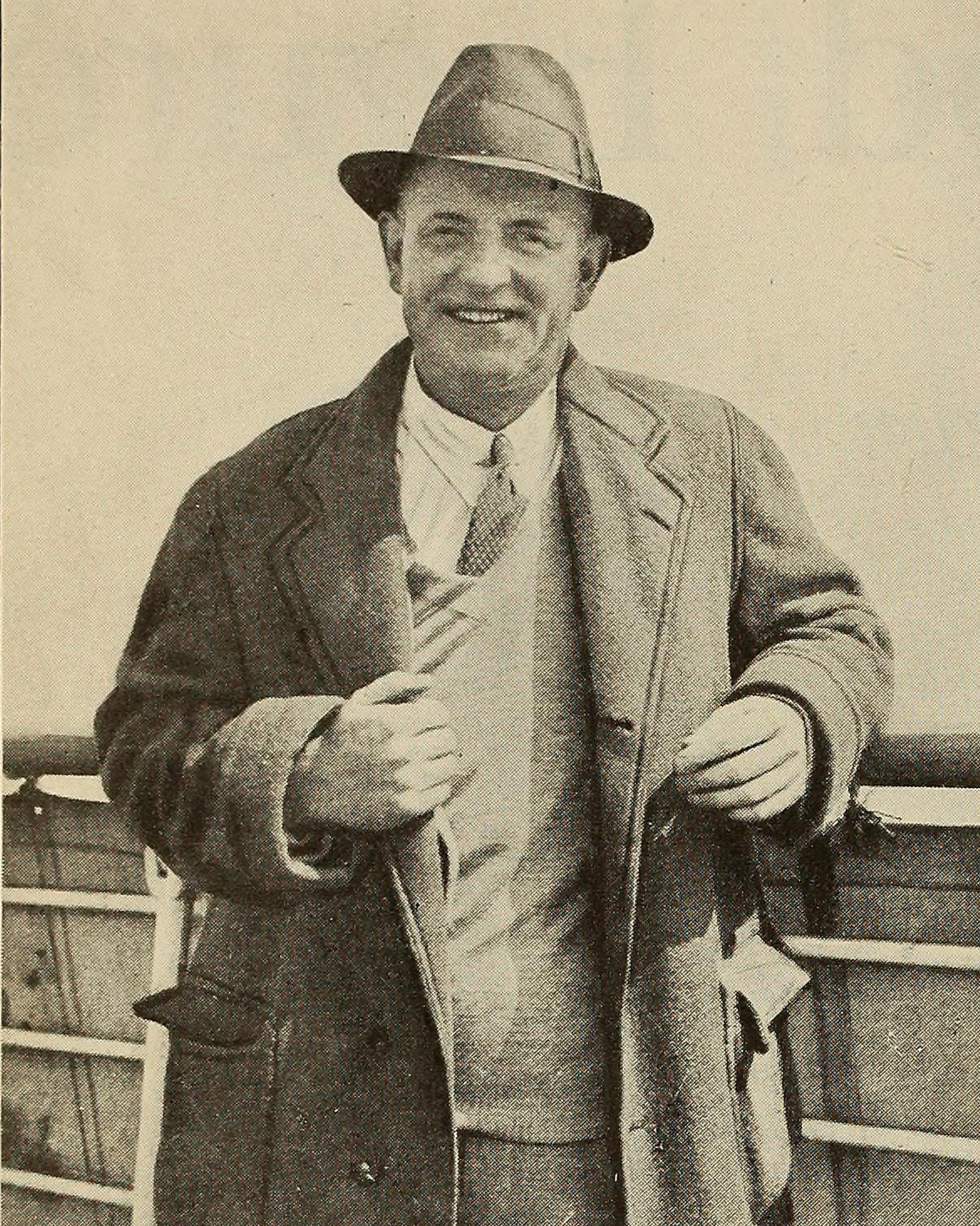
P. G. Wodehouse (1930)

Bertie in wilder Erwartung (Originaltitel: Thank You, Jeeves) ist ein komischer Roman des britischen Schriftstellers P. G. Wodehouse, der im Jahre 1934 erstmals in Buchform erschien. Der Roman war in den Monaten zuvor als Fortsetzungsgeschichte im britischen The Strand Magazine und in der US-amerikanischen Cosmopolitan veröffentlicht worden. In Deutschland erschien der Roman auch unter den Titeln Besten Dank, Jeeves! und Tausend Dank, Jeeves!.
Wie in vielen Romanen und Kurzgeschichten von Wodehouse sind die wesentlichen Protagonisten der Handlung Bertie Wooster und sein zuverlässiger persönlicher Kammerdiener Reginald Jeeves. Zwar gibt Jeeves zermürbt von dem Banjo-Spiel seines Arbeitgebers seine Stelle bei Bertie Wooster auf, aber auch in diesem Roman ist es nur dem Eingreifen von Jeeves zu verdanken, dass Bertie dem drohenden Ehejoch entkommt und zwei Liebende zueinander finden.
Der Roman gilt heute als ein Klassiker des britischen Humors. Die britische Zeitung The Guardian nahm 2009 Bertie in wilder Erwartung neben einer Reihe anderer Wodehouse-Romane auf in die „Liste der 1000 Romane, die jeder gelesen haben muss“.

## Handlung

### Kapitel 1 bis Kapitel 6
Um Tante Agatha zu entgehen, hat Bertie Wooster die letzten Monate in New York verbracht. Dort hat er den Reigen seiner Ex-Verlobten um Pauline Stoker erweitert und seine Liebe zum Banjo-Spiel entdeckt. Sein Enthusiasmus für dieses Instrument wird jedoch weder von seinem Butler Jeeves noch von seinen Londonern Nachbarn geteilt. Vor die Entscheidung gestellt, entweder das Banjo-Spiel aufzugeben oder auszuziehen, entscheidet er sich, sich in Somersetshire in einem Cottage seines alten Freunds Lord "Chuffy" Chuffnell niederzulassen. Jeeves, der befürchtet, sich den musikalischen Versuchen seines Arbeitgebers in den beengten Wohnräumen eines solchen Cottage nicht mehr entziehen zu können, gibt mit Bedauern seine Stelle bei Bertie Wooster auf und findet neue Anstellung bei Lord Chuffnell. Bertie ist gezwungen, als neuen Kammerdiener Brinkley einzustellen. Dieser stellt sich bald als jemand heraus, der zu regelmäßigen übermäßigen Alkoholgenuss und dem Absingen von Kirchenliedern neigt.
Der über nicht sehr umfangreiche finanzielle Mittel verfügende Lord Chuffnell hofft darauf, seinen heruntergekommenen Familiensitz an den US-amerikanischen Millionär J. Washburn Stoker zu verkaufen. Dieser plant, das Haus und seinen Park an den bekannten Nervenheilkundler Sir Roderick Glossop zu vermieten. Glossop war der Nervenarzt von George Stoker, der sein umfangreiches Vermögen an J. Washburn Stoker vererbte, obwohl es engere Blutsverwandte gab und kann bezeugen, dass der Verstorbene zwar exzentrisch, aber vollkommen bei Sinnen war, als er sein Testament aufsetzte. Glossop hat außerdem die Absicht, Lord Chuffnells Tante Myrtle zu heiraten. Chuffnell selber ist seit der ersten Begegnung mit Stockers Tochter Pauline heftig in diese verliebt. Auch wenn Pauline diese Zuneigung zu erwidern scheint, hält sich Chuffnell mit einem Heiratsantrag zurück. Er fühlt sich nicht in der Lage, ihr den Lebensstandard zu bieten, den sie gewohnt ist. Erst der Verkauf des Familiensitzes wird ihn dazu in die Lage versetzen.
Als Bertie der uncharakteristisch zögerlichen Haltung seines alten Freundes bewusst wird, beschließt er, Chuffnell zu früherem und entschiedenerem Handeln zu bewegen; Er wird ihn eifersüchtig machen, indem er seine Ex-Verlobte Pauline in Gegenwart seines alten Freundes küsst. Mit Hilfe von Jeeves, der Pauline zu ihm in den Park schickt, setzt er seinen Plan auch um. Zeuge des Kusses ist jedoch nicht wie geplant Chuffnell, sondern ihr Vater J. Washburn Stoker, der so zu Überzeugung gelangt, dass Pauline und Bertie immer noch ineinander verliebt sind und seine Bemühungen in New York, die Verbindung zu beenden, vergeblich waren. Bertie, der längst sämtlichen Absichten auf Pauline entsagt hat und auf eine glückliche Verbindung zwischen Chuffnell und Pauline hofft, sieht diese Hoffnungen durch einen Streit zwischen Stokers jungem Sohn Dwight und Chuffnells Cousin Seabury noch weiter zerstört. Der Streit führt zu einem Zerwürfnis zwischen den beiden Familien und Stoker kehrt mit Sohn und Tochter auf seine Yacht zurück. Aus Sorge, dass Pauline mit Bertie durchbrennt, soll Pauline auf Wunsch ihres Vaters die Yacht nicht mehr verlassen.

### Kapitel 7 bis Kapitel 13
Chuffnell schreibt einen Liebesbrief an Pauline, den Jeeves an Bord schmuggelt, indem er vorgibt, Stoker als Arbeitgeber zu erwägen. Pauline ist von dem Brief so berührt, dass sie mit Hilfe von Jeeves nachts heimlich an Land schwimmt. Sie plant am Morgen Chuffnell Hall zu besuchen und sich mit Chuffnell auszusprechen. Bis zum Morgen will sie in Berties Cottage übernachten. Bertie ist zwar von dem nächtlichen Besuch überrascht, überlässt ihr dann aber sein Schlafzimmer. Gezwungenermaßen versucht er, in den beengten Räumlichkeiten seines Ferienhauses einen alternativen Schlafplatz zu finden und probiert Gärtnerliege und das in der Garage stehende Auto als nächtlichen Ruheplatz aus. Seine Bemühungen, noch ein paar Stunden Schlaf zu finden, werden mehrfach vom Polizisten Voules unterbrochen. Dessen Neffe, ebenfalls ein Polizist, hat eine Person in das Cottage einsteigen sehen. Das Auflauern auf den vermeintlichen Einbrecher führt jedoch immer wieder zu Begegnungen mit Bertie, in deren Verlauf Voules zunehmend an dessen Geisteszustand zu zweifeln beginnt. Voules informiert über seine Bedenken auch Lord Chuffnell, der Berties merkwürdiges Betragen auf Alkoholgenuss zurückführt. Im Cottage findet der noch in der Nacht herbeigeeilte Chuffnell jedoch auch Pauline vor, was bei ihm die Vermutung auslöst, dass sie und Bertie ihre Beziehung zueinander wieder aufleben ließen. Es kommt zum Streit zwischen den zwei Liebenden, der dazu führt, dass beide empört das Cottage verlassen. Wenig später wird die Nachtruhe von Bertie erneut gestört. Diesmal ist es Mr. Stoker, der seine Tochter an Bord der Yacht vermisste und zu dem Schluss gekommen ist, dass sie mit Bertie durchbrennen will. Er durchsucht das Cottage ohne jedoch seine Tochter zu finden, entschuldigt sich und verlässt das Cottage.
Am nächsten Tag erhält Bertie über Jeeves eine Einladung zur Geburtstagsfeier von Mr. Stokers Sohn. Zwar überrascht über diese Wende nimmt Bertie diese Einladung an. Er wird jedoch während seines Besuchs auf der Yacht von Stoker in einer der Schiffskabinen eingeschlossen. Stoker setzt ihn nicht nur in Kenntnis, dass er von Paulines nächtlichem Besuch in Berties Cottage weiß. Er erwartet auch, dass Bertie und Pauline jetzt heiraten. Einige Vorkommnisse in New York hatten zwar Zweifel bei ihm an Berties geistiger Verfassung ausgelöst und dazu geführt, dass Pauline ihre Verlobung mit Bertie lösen musste. Durch Jeeves hat er jedoch die Hintergründe dieser Vorkommnisse erfahren, die diese in ein etwas anderes Licht rücken. Deswegen hält Mr. Stoker trotz dieser Vorkommnisse eine Heirat jetzt für angebracht. Jeeves ist es schließlich, der Bertie aus seiner misslichen Lage befreit. Eine Gruppe farbiger amerikanischer Musiker ist anlässlich der Geburtstagsfeier von Stokers Sohn an Bord und Bertie, der mit Schuhcreme Gesicht und Hände schwarz färbt, gelingt es, mit ihnen die Yacht zu verlassen. In seiner Verkleidung kehrt Bertie zu seinem Cottage zurück. Sein neuer Kammerdiener Brinkley, der stark angetrunken ist, hält ihn jedoch für den Teufel. Brinkley greift seinen Arbeitgeber mit einem Tranchiermesser an und setzt dann das Cottage in Brand. Während des Feuers brennt nicht nur das Cottage bis auf die Grundmauern nieder, sondern auch Bertie Banjo wird ein Opfer der Flammen.

### Kapitel 14 bis Kapitel 16
Bertie begibt sich nach Chuffnell Hall, weil er hofft, dort an Butter zu gelangen, mit deren Hilfe er die Schuhcreme in seinem Gesicht entfernen kann. Sobald ihm dies gelungen ist, will er mit dem nächsten Zug nach London abreisen. Sein alter Freund Lord Chuffnell zeigt sich jedoch wenig hilfsbereit. Chuffnell ist zu dem Schluss gekommen, dass Pauline immer noch in Bertie verliebt sei. Aus Liebe zu ihr will Chuffnell ihr entsagen und Bertie dazu bringen, Pauline zu heiraten. Aus diesem Grund weigert er sich auch, Bertie behilflich zu sein, da dieses nur dazu führt, dass dieser sich seinen Verpflichtungen gegenüber Pauline entzieht.
Bertie trifft wenig später auf Jeeves, der jetzt wieder für Lord Chuffnell arbeitet. Ein weiteres Arbeiten für Mr. Stoker ist für Jeeves unmöglich geworden, nachdem er Bertie bei der Flucht von der Yacht so tatkräftig unterstützte. Jeeves informiert Bertie darüber, dass es zu einem Zerwürfnis zwischen Sir Roderick Glossop und den Chuffnells gekommen ist. Um Seabury, seinen zukünftigen Stiefsohn, darüber hinwegzutrösten, dass er nicht auf Dwight Stokers Geburtstagsparty eingeladen wurde und so die Gruppe amerikanischer Musiker verpasst hat, hat Sir Roderick sein Gesicht ebenfalls mit Schuhcreme schwarz gefärbt und Musik gemacht. Diese Aufführung stieß bei Seabury jedoch auf wenig Gegenliebe. Der darüber erzürnte Sir Roderick hat in seiner Empörung über diese Undankbarkeit ebenfalls Chuffnell Hall verlassen. Auch Jeeves kann Bertie jedoch nicht mit Butter aushelfen. Seabury hat alle im Haus befindliche Butter gestohlen, um Sir Roderick einen Streich zu spielen. Deswegen rät Jeeves Bertie, eine Nacht lang im verlassenen Witwensitz von Chuffnell Hall zu bleiben. Am nächsten Morgen will Jeeves Bertie dort mit Butter versorgen.
Der Witwensitz stellt sich als weniger unbewohnt heraus als Jeeves vermutete. Dort befindet sich nicht nur die umfangreiche Menagerie des jungen Seabury bestehend aus einem Affen, einer Vielzahl von Mäusen und jungen Hunden, sondern auch Berties neuer und stark angetrunkener Kammerdiener Brinkley hat nach dem Brand des Cottages dort Zuflucht gefunden und verteidigt das Haus energisch gegen alle Eindringlinge. Dies muss vor allem Roderick Glossop leidvoll erfahren. Vor den Toren des Witwensitzes kommt es zu einem fast freundschaftlichen Austausch zwischen Bertie und Roderick Glossop. Glossop lässt Bertie schließlich im Park zurück: Er will die noch unzerstörte Garage von Berties Cottage aufsuchen, um sein Gesicht mit Benzin zu reinigen. Bertie dagegen zieht es vor, die Nacht in einem Pavillon im Park von Chuffnell Hall zu verbringen.

### Kapitel 17 bis Kapitel 22
Am nächsten Morgen schleicht sich Bertie in das Büro von Lord Chuffnell, wo ein Dienstmädchen gerade das Frühstück für ihren Arbeitgeber hergerichtet hat. Noch bevor Bertie jedoch damit seinen Hunger stillen kann, trifft er dort auf Jeeves und wird wenig später versteckt unter dem Schreibtisch Zeuge, wie Jeeves' Charme Mr. Stoker besänftigt: Jeeves macht Mr. Stoker deutlich, dass es in Stokers besten Interesse war, dass Bertie von der Yacht entkommen konnte. Ein britisches Gericht hätte Stoker ansonsten des Kidnappings verurteilen können. Auf die Frage, wo Bertie nun sein, erklärt Jeeves, dass dieser gestern Abend den Witwensitz zum Übernachten aufsuchen wollte. Pauline ist die nächste, die im Arbeitszimmer auftaucht, noch bevor Bertie sein Versteck verlassen kann. Das plötzliche Auftauchen des immer noch schwarz angemalten Bertie aus seinem Versteck führt dazu, dass sie in die Arme des hinzukommenden Chuffnell flieht – die beiden Liebenden versöhnen sich wieder.
Mr. Stoker kehrt zurück, nachdem er im Witwensitz ebenfalls eine unangenehme Begegnung mit Brinkley hatte. Seine Tochter teilt ihm mit, dass sie Chuffnell heiraten will. Die Diskussion, ob es sich bei Chuffnell nur um einen Mitgiftjäger handelt, wird durch das Hinzukommen von Jeeves beendet. Er bringt ein Telegramm aus New York, welches mitteilt, dass das Testament angefochten wird, das Mr. Stoker zum Millionär machte. Mr. Stoker ist jetzt wieder auf Roderick Glossop angewiesen, weil dieser bezeugen kann, dass George Stoker im vollen Besitz seiner geistigen Kräfte war, als er das Testament aufsetzte. Der immer noch schwarzgesichtige Glossop ist jedoch bei dem Versuch überrascht worden, in Berties Garage einzubrechen und wurde in einer Gartenhütte eingesperrt. Jeeves ist sich sicher, dass in der Dunkelheit niemand Glossop erkannt hat und das es problemlos möglich sein wird, Glossop gegen Bertie auszutauschen. Bertie braucht eine Anklage wegen Einbruchs nicht zu befürchten:, da es sich um seine eigene Garage handelte. Bevor Jeeves den Austausch von Glossop gegen Bertie jedoch in die Tat umsetzt, ringt er Mr. Stoker das Versprechen ab, dass er Chuffnell Hall kaufen und der Ehe zwischen Lord Chuffnell und Pauline zustimmen wird.
Der Roman endet mit der Wiedereinstellung von Jeeves als Berties Kammerdiener; Jeeves will aus Prinzip keinen verheirateten Arbeitgeber und Bertie versichert ihm, dass er kein neues Banjo mehr erwerben wird. Das Telegramm aus New York stellt sich als geschickt eingefädelte Finte von Jeeves heraus. Absender war ein New Yorker Kammerdiener, mit dem Jeeves in der Zeit in New York Freundschaft geschlossen hat. Bertie wird vom Versuch eines Einbruchs freigesprochen – urteilender Friedensrichter ist sein Freund Lord Chuffnell. Bertie und Jeeves werden gemeinsam nach London zurückkehren.

## Trivia
- P. G. Wodehouse schrieb bis an sein Lebensende Romane und war nach Ansicht seines Biografen Frances Donaldson bis in sein neuntes Lebensjahrzehnt so produktiv wie in seinen jungen Jahren. Wodehouse sah das jedoch anders: In einem Brief an einen Freund schrieb er wenige Jahre vor seinem Tod, dass er am vorherigen Tag nur vier Seiten geschrieben habe und verglich das mit der Schaffensperiode, in der er Bertie in wilder Erinnerung schrieb. Die letzten 27 Seiten des Romans habe er an einem einzigen Tag verfasst.[2]
- Abgesehen von den Protagonisten Bertie Wooster und Jeeves spielt nur Sir Roderick Glossop in späteren Romanen eine größere Rolle und taucht sogar in der Blandings-Serie um Lord Emsworth, Galahad Threepwood und der Kaiserin von Blandings auf. Dies ist untypisch für Wodehouse, der ansonsten immer wieder auf Figuren zurückgreift, die er in Romanen und Erzählungen bereits eingeführt hatte. Allerdings heiratet Berties Freund Gussie Fink-Nottle Pauline Stokers jüngere Schwester Emerald, nachdem Bertie über vier Romane (Dann eben nicht, Jeeves, Alter Adel rostet nicht, Jeeves wirkt Wunder und SOS, Jeeves!) versucht hat, die Beziehung zwischen Madeline Bassett und Gussie Fink-Nottle aufrechtzuerhalten.

## Einzelbelege
1. ↑  1000 Novels everyone must read: the definitive List, abgerufen am 4. April 2016.
2. ↑   Donaldson: P. G. Wodehouse: A Biography. S. 346